# كلية العلوم الإسلامية (جامعة بغداد)
كلية العلوم الإسلامية من أقدم الكليات التي شيدت في بغداد وأعرقها، فتاريخها يمتد إلى العصر العباسي إلى سنة 1067م عندما كانت مدرسة للإمام أبي حنيفة النعمان واستمرت إلى يومنا هذا.

## تاريخ الكلية

### العصر الحديث
في العصر الحديث كانت مدرسة ملحقة بالأوقاف في عام 1328 هـ 1910م، أُدخلت فيها العلوم الحديثة كالهندسة والحساب زيادة على العلوم الدينية، وقد أُغلقت بسبب الحرب العالمية الأولى.
أعيد افتتاحها بعد الاحتلال البريطاني لبغداد والذي كان عام 1917 م، وعرفت آنذاك باسم جامعة آل البيت.
أُبدل اسمها إلى كلية دار العلوم في عام 1352هـ 1933م بعد أَن أُدخلت عليها بعضُ التعديلات.
أُعيد تنظيمُها، وأطلق عليها اسم كلية الشريعة في عام 1365هـ -1946م.
ألحقت بجامعة بغداد في العام الدراسي 1962-1963م.
عند إعادة تنظيم كليات جامعة بغداد تقرر دمج كلية الشريعة بكلية الآداب، وتحويلها إلى قسم باسم (قسم الدين).
وفي عام 1967م صدر نظام رقم (38) بتأسيس كلية في بغداد باسم كلية الإمام الأعظم للدراسات الإسلامية تابعة لديوان الأوقاف، ويعد رئيسها الأعلى السيد رئيس الجمهورية، وتختص الكلية الجديدة بالتعليم العالي في علوم العقيدة والشريعة واللغة العربية. وهدفها العمل على حفظ التراث وتأسيس كفاية علمية وقدرة على تقريب سلوك الفرد والمجتمع لمبادئ الشريعة الإسلامية.
أُلحقت الكلية بوزارة التعليم العالي جامعة بغداد بتاريخ 1/1/1979 وسميت كلية الشريعة، بدلاً من كلية الإمام الأعظم بتاريخ 11/7/1979.
أًلحق بها قسم الدين من كلية الآداب بجامعة بغداد بتاريخ 21/8/1982 وبهذا أَصبح في كلية الشريعة قسمان هما: قسم الدين وقسم الدراسات الإسلامية.
وفي صيف 1411هـ - الموافق 1990م حدث تعديل نوعي على منهاج الكلية بما يخدم رفع المستوى العلمي فيها فاستقرت المناهج على الشكل الحالي، وتم تغيير قسم الدين إلى قسم أصول الدين، وقسم الدراسات الإسلامية إلى قسم الشريعة وتغيير أسم الكلية إلى كلية العلوم الإسلامية.
وفي عام 1434 هـ - الموافق 2012 استحدث قسمان هما قسم الأديان المقارن وقسم الفلسفة الإسلامية وأعيد فتح الدراسات المسائية في جميع الأقسام.

## التقسيم
مؤخرا استحدث قسمان هما قسم الحضارة والآثار الإسلامية وقسم المعاملات المالية والمصرفية الإسلامية المعاصرة.

## أقسام الدراسات الأولية
1. قسم أصول الدين
2. قسم الشريعة
3. قسم الأديان المقارن
4. قسم الفلسفة الإسلامية
5. قسم الحضارة والآثار الإسلامية
6. قسم المعاملات المالية والمصرفية الإسلامية المعاصرة
7. قسم اللغة العربية

## الدارسات العليا
كانت النواة الأولى لافتتاح الدراسات العليا في العلوم الشرعية في عام 1966 – 1967 وحمل تسمية (معهد الدراسات الإسلامية العليا)، وكان من طلاب هذه الدورة الأستاذ الدكتور قحطان الدوري
وأما الدورة الثانية فكانت في العام الدراسي 1967 – 1968 ومن طلابها الأستاذ الدكتور محيي هلال السرحان والأستاذ محمود مطلوب وشامل الشيخلي ونور الدين الواعظ ومحمد رضا عمادي ومحمد حسين الآصفي وإما دورة عام 1969 فكان من طلابها مصطفى الزلمي وفرج توفيق الوليد ومحمود المظفر وكان تقويم الرسائل والاطاريح في خارج العراق قبل المناقشة، ومن طلابها أيضا عالم الدين والفقيه العراقي حسين غازي السامرائي.
وكان عميد المعهد آنذاك الدكتور صالح أحمد العلي وعلقت الدراسة مدة من الزمن. ثم أعيد فتح الدراسات العليا عام 1983 لمرحلة الماجستير في قسم الدين، وفي عام 1986 فتحت الدراسة لمرحلة الدكتوراه في القسم نفسه وفي 1994 م فتحت الدراسات العليا في قسم الشريعة بمرحلتيها الماجستير والدكتوراه والماجستير في قسم اللغة العربية وفي عام 2005 علق القبول في الدراسات العليا للظروف الصعبة التي مر بها العراق وفي عام 2007-2008 أعيد فتح الدارسات العليا في الكلية.

## وصلات خارجية
موقع كلية العلوم الإسلامية الإلكتروني